# Riacho do Papagaio
O riacho do Papagaio é um curso de água que banha São Mamede, município situado na Região Metropolitana de Patos, no estado da Paraíba. O riacho deságua dentro da Barragem da Reserva Ecológica Verdes Pastos.